# KE-W A2
KE-W A2는 미국의 수출용 전차포탄이다. 120mm 구경 주포에서 사용되는 APFSDS(날탄)이며 이집트 육군의 M1A1 전차에서 사용되고 있다.

## 제원
- 이름 : KE-W A2
- 종류 : APFSDS(날탄)
- 직경 : 984mm
- 관통자 길이 : 690mm
- 관통력(2,000m 사거리) : 660mm

## 같이 보기
- K279
- M829